# Falcimala atrata
Falcimala atrata là một loài bướm đêm trong họ Noctuidae.